# Stanisław Zięba (leśnik)
Stanisław Zięba – polski leśnik, doktor habilitowany nauk leśnych.

## Życiorys
W 1996 roku otrzymał tytuł magistra leśnictwa, w 2003 roku obronił pracę doktorską pt. Dynamika procesu przebudowy górskich drzewostanów przedplonowych, której promotorem była Krystyna Przybylska. W 2013 roku habilitował się na podstawie pracy zatytułowanej Regionalne strategie zrównoważonego rozwoju gospodarki leśnej. Studium metodologiczne i zastosowanie w warunkach Polski.
Pracuje na Uniwersytecie Rolniczym im. Hugona Kołłątaja w Krakowie.